# ECAC Hockey
| ECAC Hockey          | ECAC Hockey                                                                       |
| -------------------- | --------------------------------------------------------------------------------- |
| Logo der Hockey East |                                                                                   |
| Gründungsjahr        | 1962                                                                              |
| Mitglieder           | 12                                                                                |
| Sport                | Eishockey                                                                         |
| Region               | Nordosten der Vereinigten Staaten                                                 |
| Bundesstaaten        | 6 – Connecticut, Massachusetts, New Hampshire, New Jersey, New York, Rhode Island |
| Frühere Namen        | Eastern College Athletic Conference (1962–2004) ECAC Hockey League (2004–2007)    |
| Hauptsitz            | Albany, New York                                                                  |
| Vorsitzender         | Steve Hagwell                                                                     |

An der ECAC Hockey beteiligte Bundesstaaten

Die ECAC Hockey ist eine US-amerikanische Universitäts- und Collegesportliga, die vor allem im Nordosten der Vereinigten Staaten angesiedelt ist. Sie gehört zur Division I der National Collegiate Athletic Association und ist eine reine Eishockey-Conference. Trotz ihres Namens wird die Liga nicht von der Eastern College Athletic Conference organisiert, die Bezeichnung geht jedoch auf eine ehemalige Zusammenarbeit mit dieser Organisation zurück, welche 2004 endete. Gegründet wurde die Conference 1962 als „Eastern College Athletic Conference“.

## Teilnehmer
Die Herren-Division hat derzeit zwölf Mitglieder.
| Institution                      | Stadt       | Bundesstaat   | Team- name     | Gründungs- jahr | Zugehörig- keit       | Studenten- zahl | Universitäts- liga     |
| -------------------------------- | ----------- | ------------- | -------------- | --------------- | --------------------- | --------------- | ---------------------- |
| Brown University                 | Providence  | Rhode Island  | Bears          | 1764            | Privat                | 7.744           | Ivy League             |
| Clarkson University              | Potsdam     | New York      | Golden Knights | 1896            | Privat                | 3.100           | Liberty League (D-III) |
| Colgate University               | Hamilton    | New York      | Raiders        | 1819            | Privat                | 2.800           | Patriot League         |
| Cornell University               | Ithaca      | New York      | Big Red        | 1865            | Privat                | 20.400          | Ivy League             |
| Dartmouth College                | Hanover     | New Hampshire | Big Green      | 1769            | Privat Protestantisch | 5.753           | Ivy League             |
| Harvard University               | Cambridge   | Massachusetts | Crimson        | 1636            | Privat Unitarisch     | 20.042          | Ivy League             |
| Princeton University             | Princeton   | New Jersey    | Tigers         | 1746            | Privat                | 6.677           | Ivy League             |
| Quinnipiac University            | Hamden      | Connecticut   | Bobcats        | 1929            | Privat                | 7.400           | NEC                    |
| Rensselaer Polytechnic Institute | Troy        | New York      | Engineers      | 1824            | Privat                | 6.376           | Liberty League (D-III) |
| St. Lawrence University          | Canton      | New York      | Saints         | 1856            | Privat                | 2.100           | Liberty League (D-III) |
| Union College                    | Schenectady | New York      | Dutchmen       | 1795            | Privat                | 2.100           | Liberty League (D-III) |
| Yale University                  | New Haven   | Connecticut   | Bulldogs       | 1701            | Privat Protestantisch | 11.483          | Ivy League             |

### Ehemalige Teilnehmer
- Boston University (heute Hockey East), bis 1984
- Boston College (heute Hockey East), bis 1984
- Providence College (heute Hockey East), bis 1984
- Northeastern University (heute Hockey East), bis 1984
- University of New Hampshire (heute Hockey East), bis 1984
- University of Maine (heute Hockey East), bis 1984
- United States Military Academy (heute Atlantic Hockey), bis 1990
- University of Vermont (heute Hockey East), bis 2004

## Finalspiele und Meister

### Männer

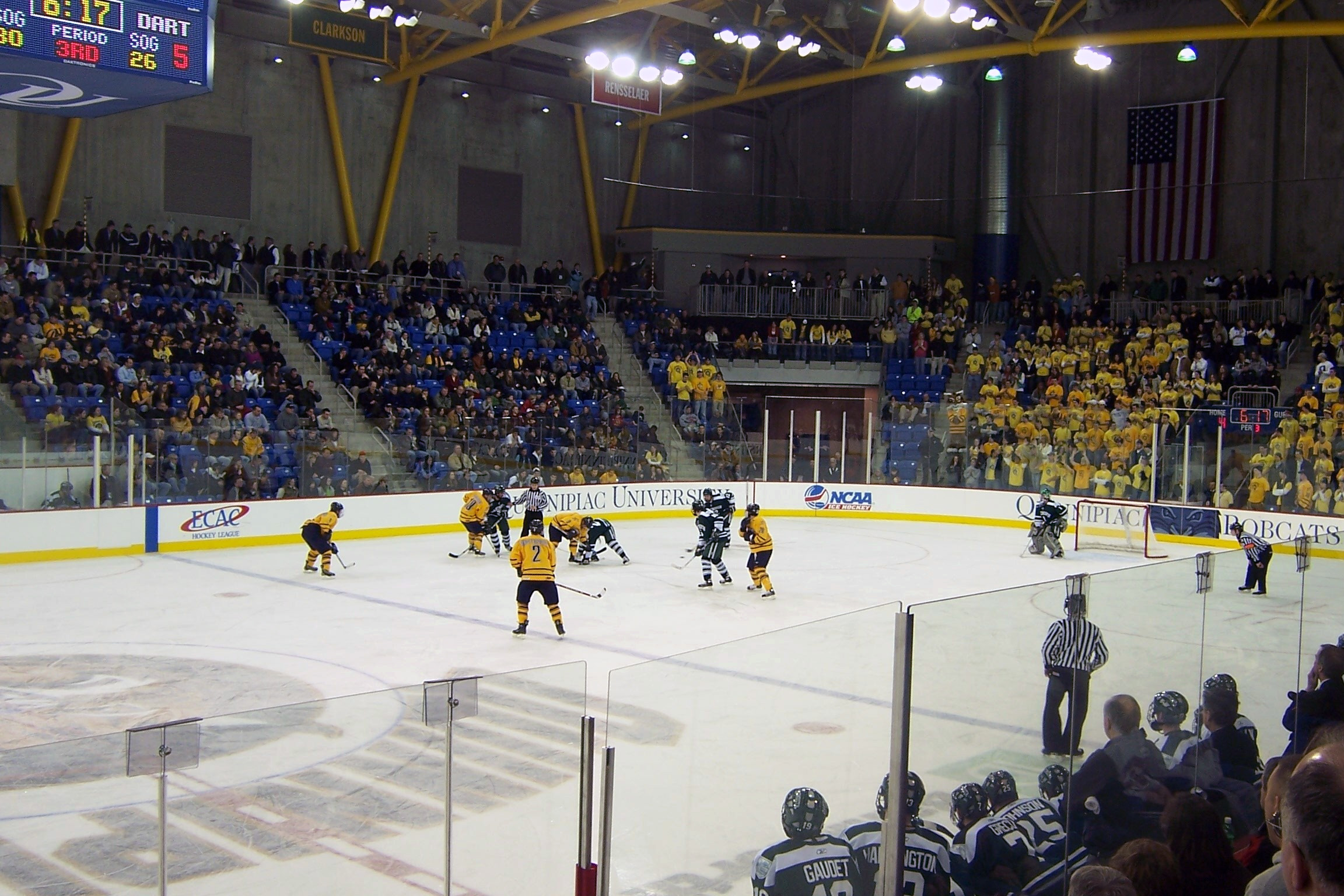
Szene aus der Begegnung Dartmouth College gegen die Quinnipiac University

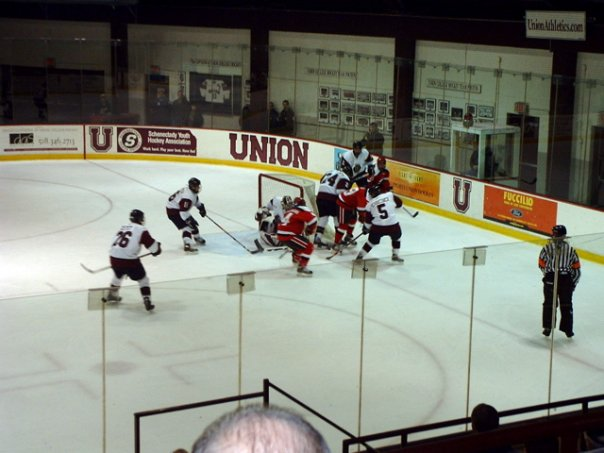
Spiel des Union College gegen die St. Lawrence University im Messa Rink

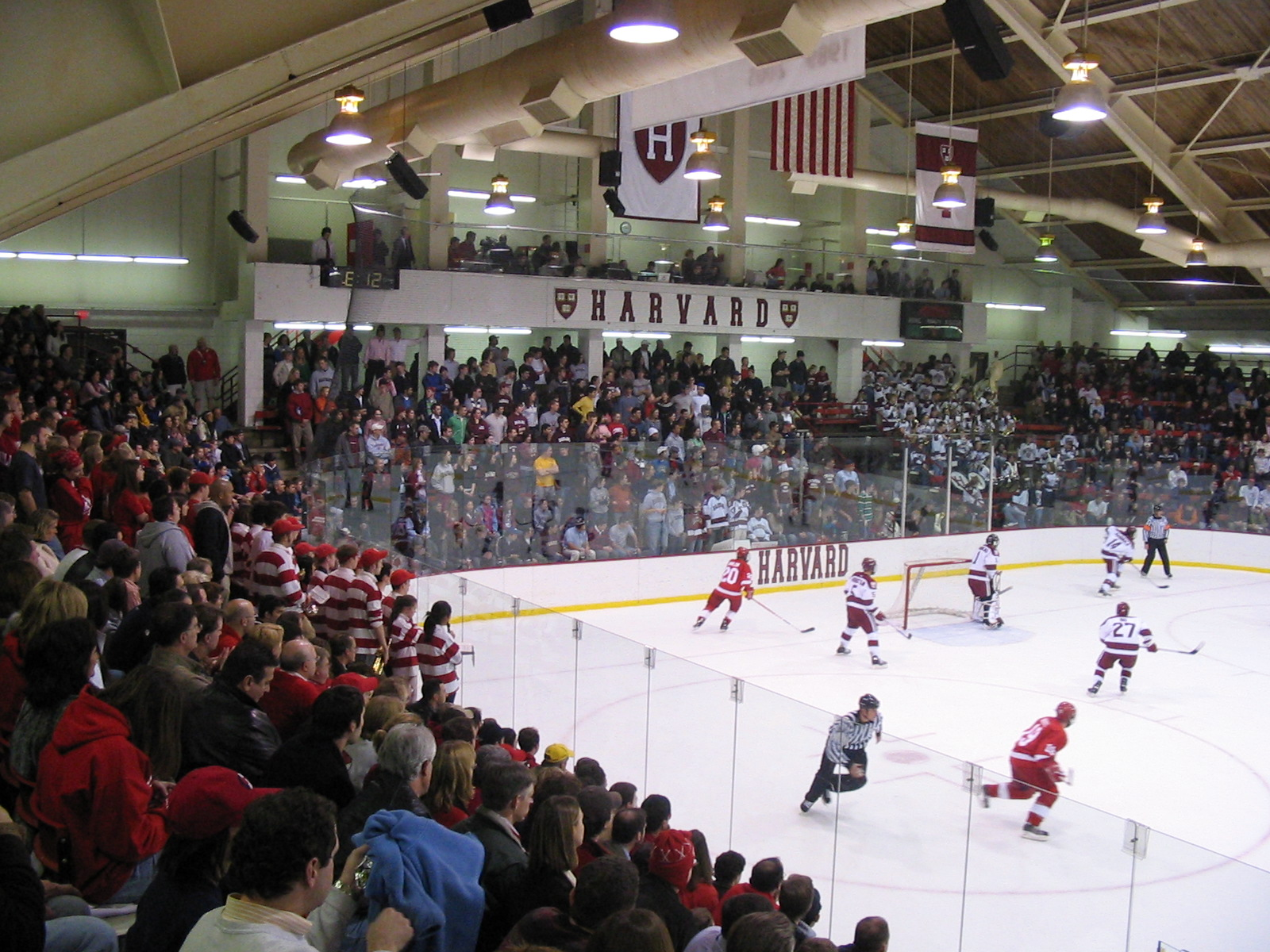
Spiel der Harvard University gegen Cornell

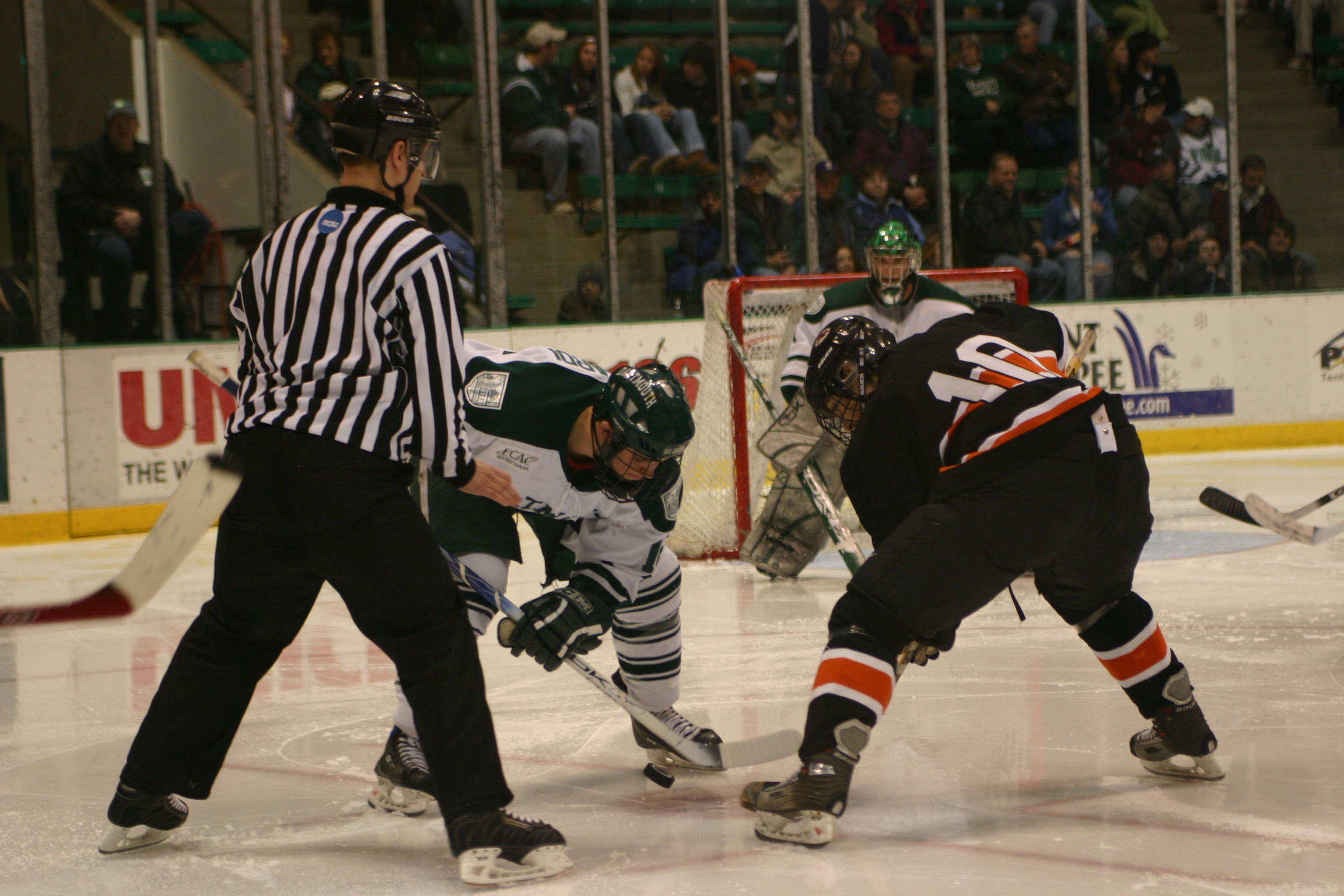
Bully in einer Partie des Dartmouth College gegen die Princeton University

Von 1962 bis 1992 wurde das Meisterschafts-Endspiel der ECAC in der Boston Arena bzw. später im Boston Garden in Boston, Massachusetts, ausgetragen. Von 1993 bis 2002 wurde die Meisterschaft dann im Olympic Center in Lake Placid, New York ausgespielt. Von 2003 bis 2010 trafen die besten Teams im Times Union Center in Albany, New York aufeinander. Die Boardwalk Hall in Atlantic City, New Jersey war von 2011 bis 2013 Austragungsort des Endspiels. Seit 2014 ist der Austragungsort wieder die Herb Brooks Arena (bis 2005: Olympic Center) und soll es bis 2019 bleiben.
Der Sieger erhält den Whitelaw Cup und darf automatisch an der Eishockeymeisterschaft der NCAA teilnehmen.
- 1962 St. Lawrence besiegt Clarkson 5–2
- 1963 Harvard besiegt Boston College 4–3 nach Overtime
- 1964 Providence def. St. Lawrence 3–1
- 1965 Boston College besiegt Brown 6–2
- 1966 Clarkson besiegt Cornell 6–2
- 1967 Cornell besiegt Boston University 4–3
- 1968 Cornell besiegt Boston College 6–3
- 1969 Cornell besiegt Harvard 4–2
- 1970 Cornell besiegt Clarkson 3–2
- 1971 Harvard besiegt Clarkson 7–4
- 1972 Boston University besiegt Cornell 4–1
- 1973 Cornell besiegt Boston College 3–2
- 1974 Boston University besiegt Harvard 4–2
- 1975 Boston University besiegt Harvard 7–3
- 1976 Boston University besiegt Brown 9–2
- 1977 Boston University besiegt New Hampshire 8–6
- 1978 Boston College besiegt Providence 4–2
- 1979 New Hampshire besiegt Dartmouth 3–2
- 1980 Cornell besiegt Dartmouth 5–1
- 1981 Providence besiegt Cornell 8–4
- 1982 Northeastern besiegt Harvard 5–2
- 1983 Harvard besiegt Providence 4–1
- 1984 Rensselaer besiegt Boston University 5–2
- 1985 Rensselaer besiegt Harvard 3–1
- 1986 Cornell besiegt Clarkson 3–2 nach Overtime
- 1987 Harvard besiegt St. Lawrence 6–3
- 1988 St. Lawrence besiegt Clarkson 3–0
- 1989 St. Lawrence besiegt Vermont 4–1
- 1990 Colgate besiegt Rensselaer 5–4
- 1991 Clarkson besiegt St. Lawrence 5–4
- 1992 St. Lawrence besiegt Cornell 4–2
- 1993 Clarkson besiegt Brown 3–1
- 1994 Harvard besiegt Rensselaer 3–0
- 1995 Rensselaer besiegt Princeton 5–1
- 1996 Cornell besiegt Harvard 2–1
- 1997 Cornell besiegt Clarkson 2–1
- 1998 Princeton besiegt Clarkson 5–4 nach zwei Overtimes
- 1999 Clarkson besiegt St. Lawrence 3–2
- 2000 St. Lawrence besiegt Rensselaer 2–0
- 2001 St. Lawrence besiegt Cornell 3–1
- 2002 Harvard besiegt Cornell 4–3 nach zwei Overtimes
- 2003 Cornell besiegt Harvard 3–2 nach Overtime
- 2004 Harvard besiegt Clarkson 4–2
- 2005 Cornell besiegt Harvard 3–1
- 2006 Harvard besiegt Cornell 6–2
- 2007 Clarkson besiegt Quinnipiac 4–2
- 2008 Princeton besiegt Harvard 4–1
- 2009 Yale besiegt Cornell 5–0
- 2010 Cornell besiegt Union 3–0
- 2011 Yale besiegt Cornell 6–0
- 2012 Union besiegt Harvard 3–1
- 2013 Union besiegt Brown 3–1
- 2014 Union besiegt Colgate 4–2
- 2015 Harvard besiegt Colgate 4–2
- 2016 Quinnipiac besiegt Harvard 4–1
- 2017 Harvard besiegt Cornell 4–1

Dem Meister der regulären Saison wird der Cleary Cup, benannt nach dem früheren Harvard-Spieler und Trainer Bill Cleary, verliehen.

### Frauen
Seit 1985 wird in der ECAC Hockey auch eine Damenmeisterschaft ausgespielt. Im Gegensatz zum Männer-Finale finden die Spiele jährlich zumeist in einer anderen Arena statt.
- 1985 Providence besiegt New Hampshire 4–2
- 1986 New Hampshire besiegt Northeastern 6–2
- 1987 New Hampshire besiegt Northeastern 3–2
- 1988 Northeastern besiegt Providence 5–3
- 1989 Northeastern besiegt Providence 4–2
- 1990 New Hampshire besiegt Providence (in Durham) 5–2
- 1991 New Hampshire besiegt Northeastern (in Durham) 6–1
- 1992 Providence besiegt New Hampshire (in Providence) 2–1
- 1993 Providence besiegt New Hampshire (in Boston) 2–1
- 1994 Providence besiegt Northeastern (in Providence) 5–2
- 1995 Providence besiegt New Hampshire (in Providence) 2–1
- 1996 New Hampshire besiegt Providence (in Durham) 3–2
- 1997 Northeastern besiegt New Hampshire (in Boston) 3–2
- 1998 Brown besiegt New Hampshire (in Boston) 4–3
- 1999 Harvard besiegt New Hampshire (in Providence) 5–4
- 2000 Brown besiegt Dartmouth (in Providence) 6–2
- 2001 Dartmouth besiegt Harvard (in Hanover) 3–1
- 2002 Brown besiegt Dartmouth (in Hanover) 4–3
- 2003 Dartmouth besiegt Harvard (in Providence) 7–2
- 2004 Harvard besiegt St. Lawrence (in Schenectady) 6–1
- 2005 Harvard besiegt Dartmouth (in Schenectady) 4–1
- 2006 Harvard besiegt Brown (in Canton) 4–3
- 2007 Dartmouth besiegt St. Lawrence (in Hanover) 7–3
- 2008 Harvard besiegt St. Lawrence 3–2 (n. V.)
- 2009 Dartmouth besiegt Rensselaer 6–1
- 2010 Cornell besiegt Clarkson 4–3 (n. V.)
- 2011 Cornell besiegt Dartmouth 3–0
- 2012 St. Lawrence besiegt Cornell 3–1
- 2013 Cornell besiegt Harvard 2–1
- 2014 Cornell besiegt Clarkson 1–0
- 2015 Harvard besiegt Cornell 7–3
- 2016 Quinnipiag besiegt Clarkson 1–0
- 2017 Clarkson besiegt Cornell 3–0

## Erfolge der teilnehmenden Mannschaften
- Brown University

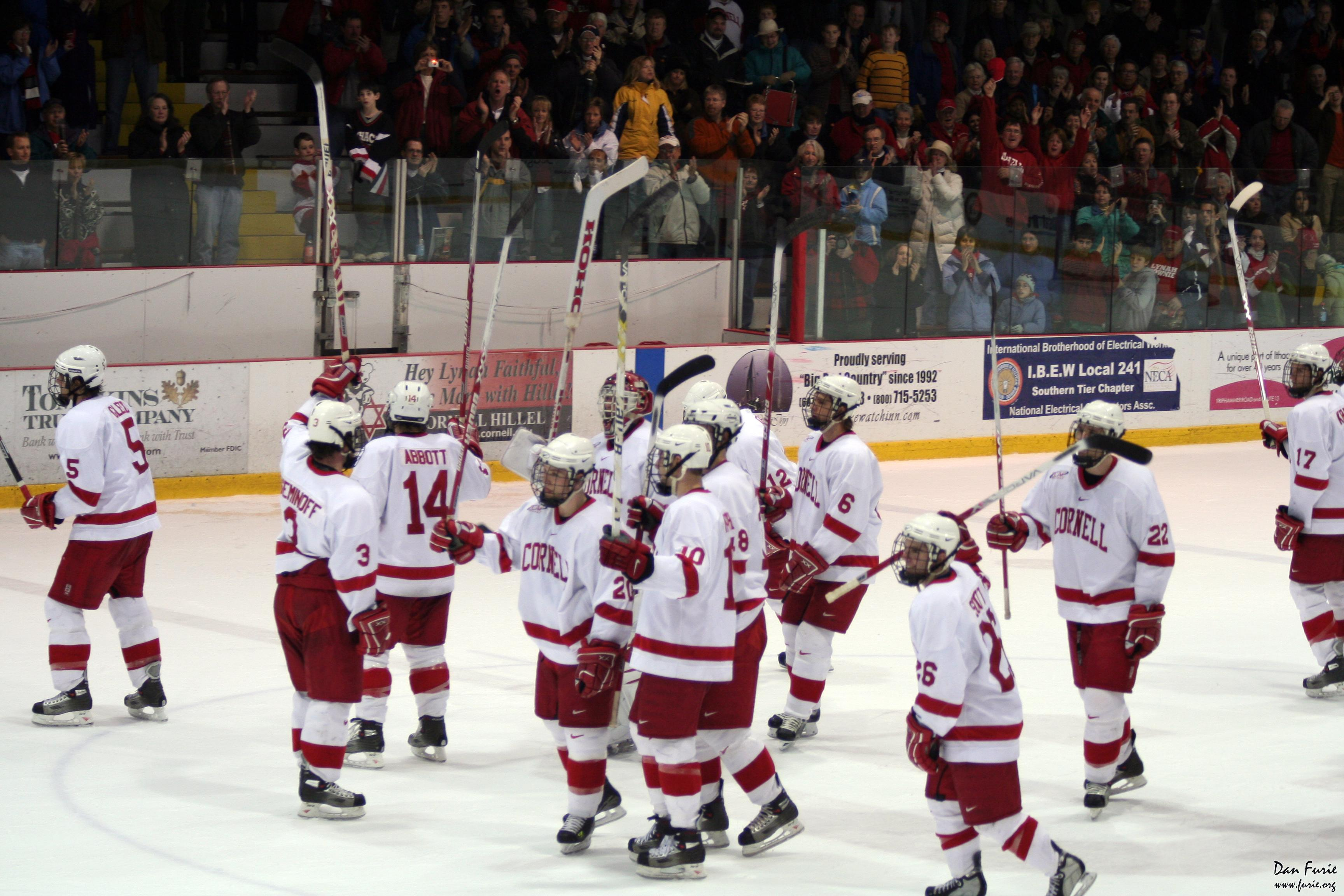
Spieler der Cornell University

  - dreimal Meister der ECAC (Frauen) (1998, 2000, 2002)
- Clarkson University
  - fünfmal Meister der ECAC (1966, 1991, 1993, 1999, 2007)
  - neunmal Meister reguläre Saison (1966, 1977, 1981, 1982, 1991, 1995, 1997, 1999, 2001)
  - einmal Meister der NCAA (Frauen) (2014)
  - einmal Meister der ECAC (Frauen) (2017)
- Colgate University
  - einmal Meister der ECAC (1990)
  - dreimal Meister reguläre Saison (1990, 2004, 2006)
- Cornell University
  - zwölfmal Meister der ECAC (1967, 1968, 1969, 1970, 1973, 1980, 1986, 1996, 1997, 2003, 2005, 2010)
  - achtmal Meister reguläre Saison (1968, 1969, 1970, 1972, 1973, 2002, 2003, 2005)
  - zweimal Meister der NCAA (1967, 1970)
  - viermal Meister der ECAC (Frauen) (2010, 2011, 2013, 2014)
- Dartmouth College
  - einmal Meister reguläre Saison (2006)

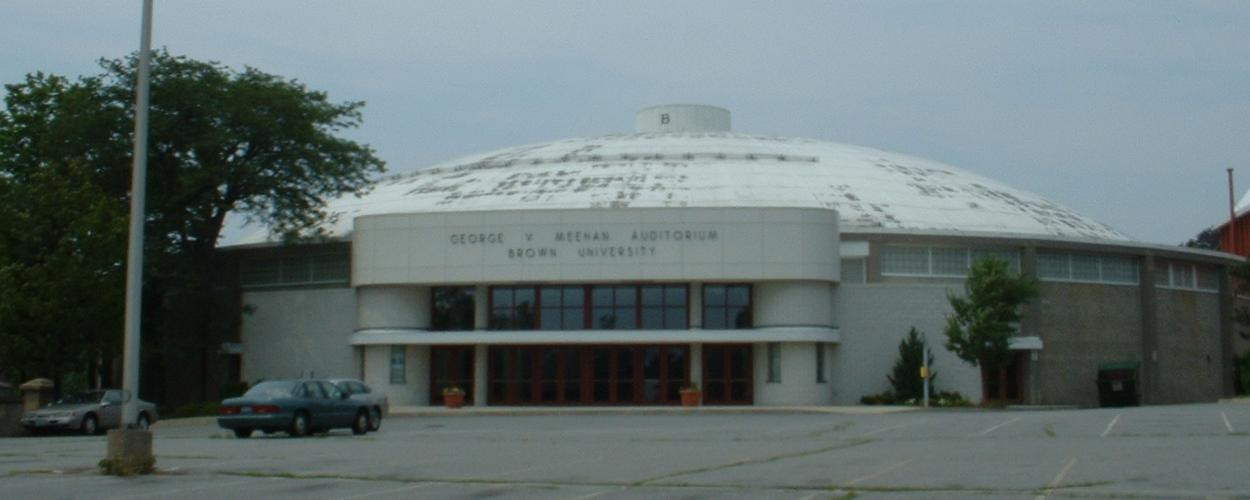
Meehan Auditorium

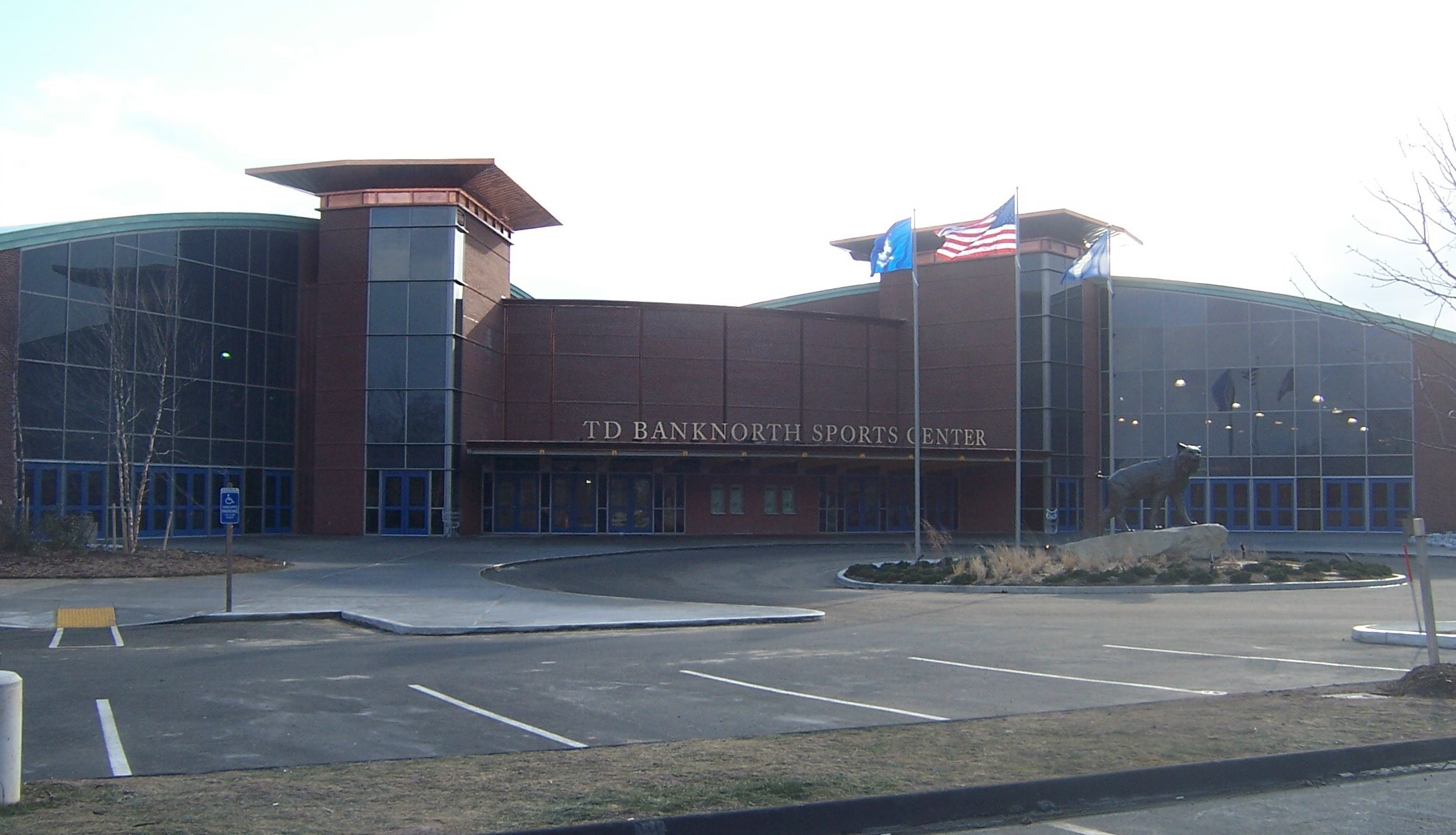
TD Banknorth Sports Center

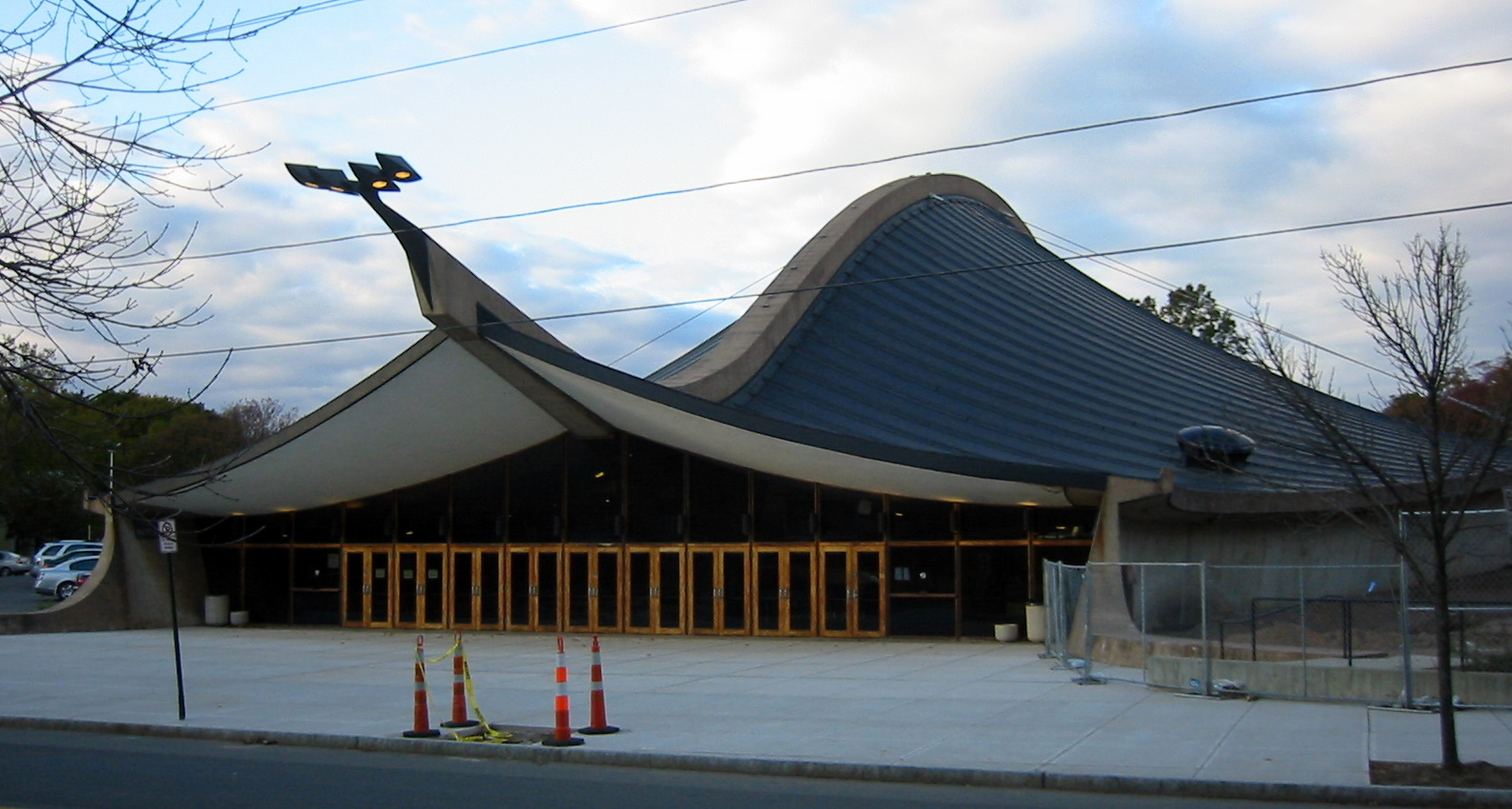
Yale Ingalls Rink

  - viermal Meister der ECAC (Frauen) (2001, 2003, 2007, 2009)
- Harvard University
  - zehnmal Meister der ECAC (1963, 1971, 1983, 1987, 1994, 2002, 2004, 2006, 2015, 2017)
  - sechsmal Meister der ECAC (Frauen) (1999, 2004, 2005, 2006, 2008, 2015)
  - zehnmal Meister reguläre Saison (1963, 1973, 1975, 1986, 1987, 1988, 1989, 1992, 1993, 1994)
  - einmal Meister der NCAA (1989)
  - einmal Landesmeister (Frauen) (1999 verliehen von der AWCHA)
- Princeton University
  - zweimal Meister der ECAC (1998, 2008)
- Quinnipiac University
  - einmal Meister der ECAC (2016)
  - einmal Meister der ECAC (Frauen) (2016)
- Rensselaer Polytechnic Institute
  - dreimal Meister der ECAC (1984, 1985, 1995)
  - zweimal Meister reguläre Saison (1984–1985)
  - zweimal Meister der NCAA (1954, 1985)
- St. Lawrence University
  - sechsmal Meister der ECAC (1962, 1988, 1989, 1992, 2000, 2001)
  - zweimal Meister reguläre Saison (2000, 2007)
  - einmal Meister der ECAC (Frauen) (2012)
  - zweimal Meister reguläre Saison (Frauen) (2005, 2006)
- Union College
  - dreimal Meister der ECAC (2012, 2013, 2014)
  - einmal Meister der NCAA (2014)
- Yale University
  - zweimal Meister der ECAC (2009, 2011)
  - einmal Meister reguläre Saison (1998)
  - einmal Meister der NCAA (2013)

## Spielstätten der Conference
| Universität  | Arena                                  | Kapazität |
| ------------ | -------------------------------------- | --------- |
| Brown        | Meehan Auditorium                      | 3.100     |
| Clarkson     | Cheel Arena                            | 3.000     |
| Colgate      | Starr Rink                             | 2.600     |
| Cornell      | Lynah Rink                             | 4.267     |
| Dartmouth    | Thompson Arena                         | 4.500     |
| Harvard      | Bright Hockey Center                   | 2.850     |
| Princeton    | Hobey Baker Memorial Rink              | 2.092     |
| Quinnipiac   | TD Banknorth Sports Center             | 3.286     |
| Rensselaer   | Houston Field House                    | 5.217     |
| St. Lawrence | Appleton Arena                         | 3.000     |
| Union        | Frank L. Messa Rink at Achilles Center | 2.225     |
| Yale         | Ingalls Rink                           | 3.486     |

## Rekorde
- 2000 gewann die St. Lawrence University das längste Spiel in der Geschichte der NCAA-Finalrunde mit 4–3 nach vier Overtimes gegen die Boston University. Dies ist zugleich das drittlängste Spiel in der Geschichte der gesamten NCAA Division I.
- Am 4. März 2006 gewann das Union College das längste Eishockeyspiel in der Geschichte der NCAA. Im zweiten Spiel der ECAC-Meisterschaftsrunde besiegte Union die Yale University mit 3–2 durch einen Treffer nach 1:35 Minuten in der fünften Overtime. Insgesamt dauerte das Spiel somit 141:35 Minuten.